# Champmillon
Champmillon est une commune du Sud-Ouest de la France, située dans le département de la Charente (région Nouvelle-Aquitaine).
Ses habitants sont les Champmillonnais et les Champmillonnaises.

## Géographie

### Localisation et accès
Champmillon est une commune située à 12 km à l'ouest d'Angoulême et 3 km au sud d'Hiersac, le chef-lieu de son canton.
Commune à la fois rurale et résidentielle de l'aire urbaine d'Angoulême, la commune s'étend du sud au nord entre la Charente en aval d'Angoulême et les faubourgs d'Hiersac.
Champmillon est aussi à 6 km de Châteauneuf-sur-Charente, 4 km de Nersac et de Trois-Palis, 7 km de Roullet-Saint-Estèphe, 14 km de Jarnac.
À l'écart des grandes routes, la commune est traversée du nord au sud par la D 7, route de Brossac à Hiersac par Blanzac, qui se dirige au sud vers Sireuil. La D 72, route de Vibrac à Angoulême passe au sud du bourg, chez Cagnon, et coupe la D 7. À ce même carrefour passe aussi la D 84, qui va au sud-ouest à Châteauneuf en longeant la Charente sur sa rive droite et à l'est aussi vers Trois-Palis et Nersac. La D 14, route d'Hiersac à Châteauneuf, traverse l'ouest de la commune.
La commune est traversée par le méridien de Greenwich, qui passe 40 m à l'est de l'église.

### Hameaux et lieux-dits
Le bourg même de Champmillon est l'assemblage de plusieurs hameaux : au sud on trouve la mairie et l'église, au centre la Pille avec l'école, et le Levraud, le Raynaud, les Basses Chabannes. Au sud, Chez Cagnon est au carrefour des routes d'Angoulême, de Vibrac et d'Hiersac ; à l'ouest, chez Touchard sur la route d'Hiersac à Châteauneuf est en limite de commune, au nord-est la Petite Chapelle et la Grande Chapelle et tout au nord les premières maisons d'Hiersac près du château d'eau.

### Communes limitrophes
| Moulidars           | Hiersac     |                |
| Mosnac-Saint-Simeux | Champmillon | Saint-Saturnin |
|                     | Sireuil     | Trois-Palis    |

### Géologie et relief
La commune est sur un plateau calcaire, à la limite du Jurassique qui occupe la moitié nord du département de la Charente et du Crétacé au sud. Le Portlandien (Jurassique supérieur) occupe une partie nord-ouest de la commune et les vallées. Le Cénomanien (Crétacé) occupe le centre de la commune, la limite ouest et la limite sud-est, au-dessus d'une altitude de 60 m environ,,.
Le relief de la commune est celui d'un plateau d'une altitude moyenne de 80 m traversé en son centre par des combes de direction nord-sud et assez profondes, et limité au sud par la vallée de la Charente. Le point culminant est à une altitude de 97 m, situé à la Grande Chapelle au nord-est du bourg (près de la borne IGN), mais de nombreuses hauteurs dans la commune dépassent les 90 m. Le point le plus bas est à 21 m, situé sur la limite sud le long de la Charente. Le bourg est à environ 60 m d'altitude.

### Hydrographie

#### Réseau hydrographique

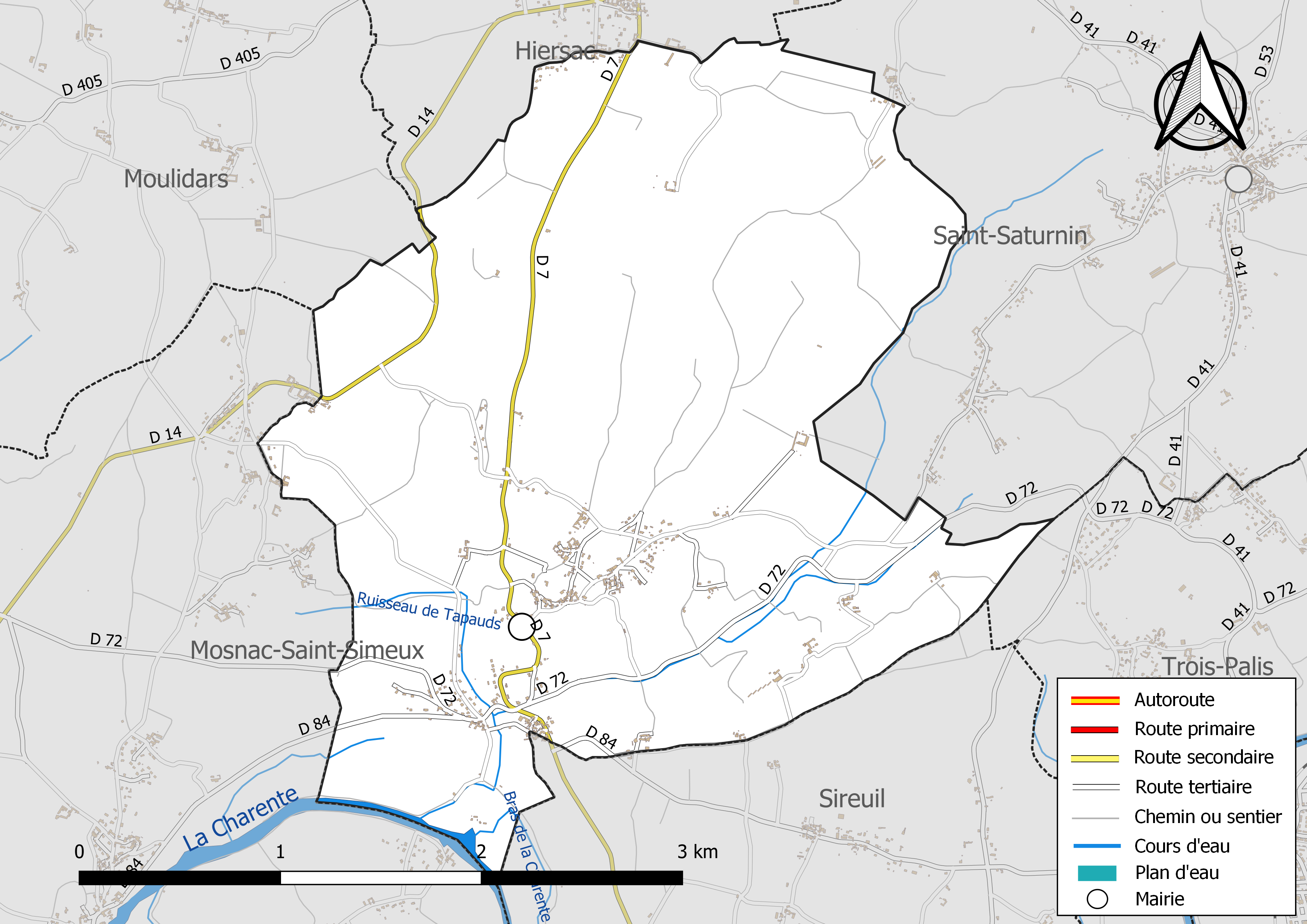
Réseaux hydrographique et routier de Champmillon.

La commune est située dans le bassin versant de la Charente au sein  du Bassin Adour-Garonne. Elle est drainée par la Charente, un bras de la Charente, le ruisseau de Tapauds et par divers petits cours d'eau, qui constituent un réseau hydrographique de 7 km de longueur totale,.
Champmillon est sur la rive droite de la Charente, en aval d'Angoulême et en amont de Châteauneuf, fleuve qui borde la commune à son extrémité sud. D'une longueur totale de 381,4 km, il prend sa source en Haute-Vienne,dans la commune de Chéronnac, et se jette  dans le Golfe de Gascogne, après avoir traversé 117 communes.
Des ruisseaux temporaires occupent les vallons à l'ouest et à l'est du bourg ; en particulier le ruisseau des Tapauds à l'ouest. Ces deux ruisseaux se rejoignent chez Cagnon au sud du bourg et le ruisseau temporaire commun se jette dans la Charente au bout de 200 m.
Des sources nombreuses ont permis l'implantation de lavoirs dans chaque lieu-dit ou presque. Dans les années 2010, l'association Les amis du Patrimoine de Champmillon  a œuvré, en collaboration avec le conseil municipal, à leur rénovation.

#### Gestion des eaux

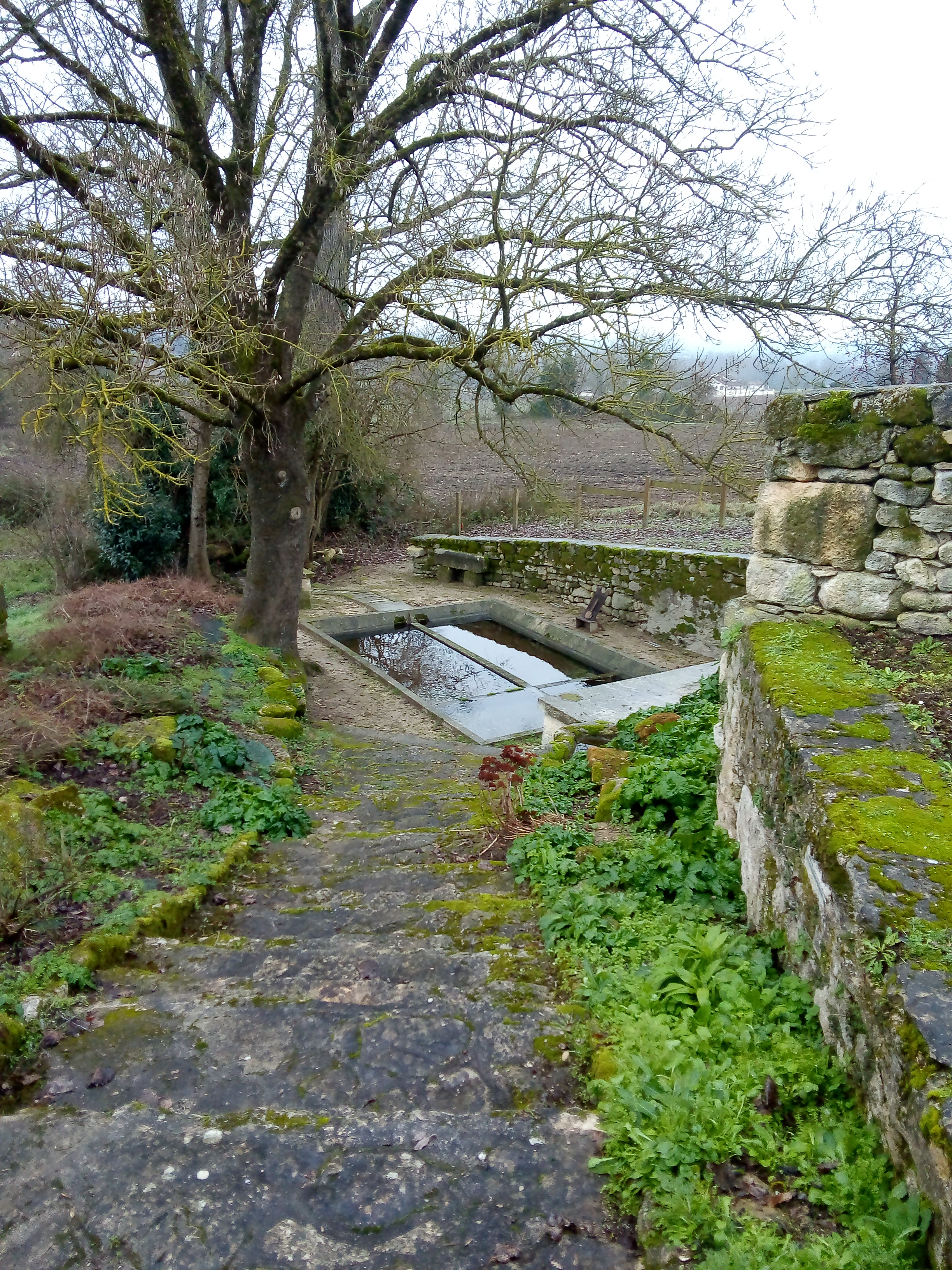
Lavoir du bourg de Champmillon

Le territoire communal est couvert par le schéma d'aménagement et de gestion des eaux (SAGE) « Charente ». Ce document de planification, dont le territoire correspond au bassin de la Charente, d'une superficie de 9 300 km2, a été approuvé le 19 novembre 2019. La structure porteuse de l'élaboration et de la mise en œuvre est l'établissement public territorial de bassin Charente. Il définit sur son territoire les objectifs généraux d’utilisation, de mise en valeur et de protection quantitative et qualitative des ressources en eau superficielle et souterraine, en respect des objectifs de qualité définis dans le troisième SDAGE  du Bassin Adour-Garonne qui couvre la période 2022-2027, approuvé le 10 mars 2022.

### Climat
Comme dans les trois quarts sud et ouest du département, le climat est océanique aquitain.

## Urbanisme

### Typologie
Au 1er janvier 2024, Champmillon est catégorisée commune rurale à habitat dispersé, selon la nouvelle grille communale de densité à 7 niveaux définie par l'Insee en 2022.
Elle est située hors unité urbaine. Par ailleurs la commune fait partie de l'aire d'attraction d'Angoulême, dont elle est une commune de la couronne,. Cette aire, qui regroupe 94 communes, est catégorisée dans les aires de 50 000 à moins de 200 000 habitants,.

### Occupation des sols
L'occupation des sols de la commune, telle qu'elle ressort de la base de données européenne d’occupation biophysique des sols Corine Land Cover (CLC), est marquée par l'importance des territoires agricoles (71,6 % en 2018), en diminution par rapport à 1990 (74,9 %). La répartition détaillée en 2018 est la suivante : 
zones agricoles hétérogènes (41,4 %), cultures permanentes (24,2 %), forêts (22,1 %), zones urbanisées (6,3 %), terres arables (6 %). L'évolution de l’occupation des sols de la commune et de ses infrastructures peut être observée sur les différentes représentations cartographiques du territoire : la carte de Cassini (XVIIIe siècle), la carte d'état-major (1820-1866) et les cartes ou photos aériennes de l'IGN pour la période actuelle (1950 à aujourd'hui).

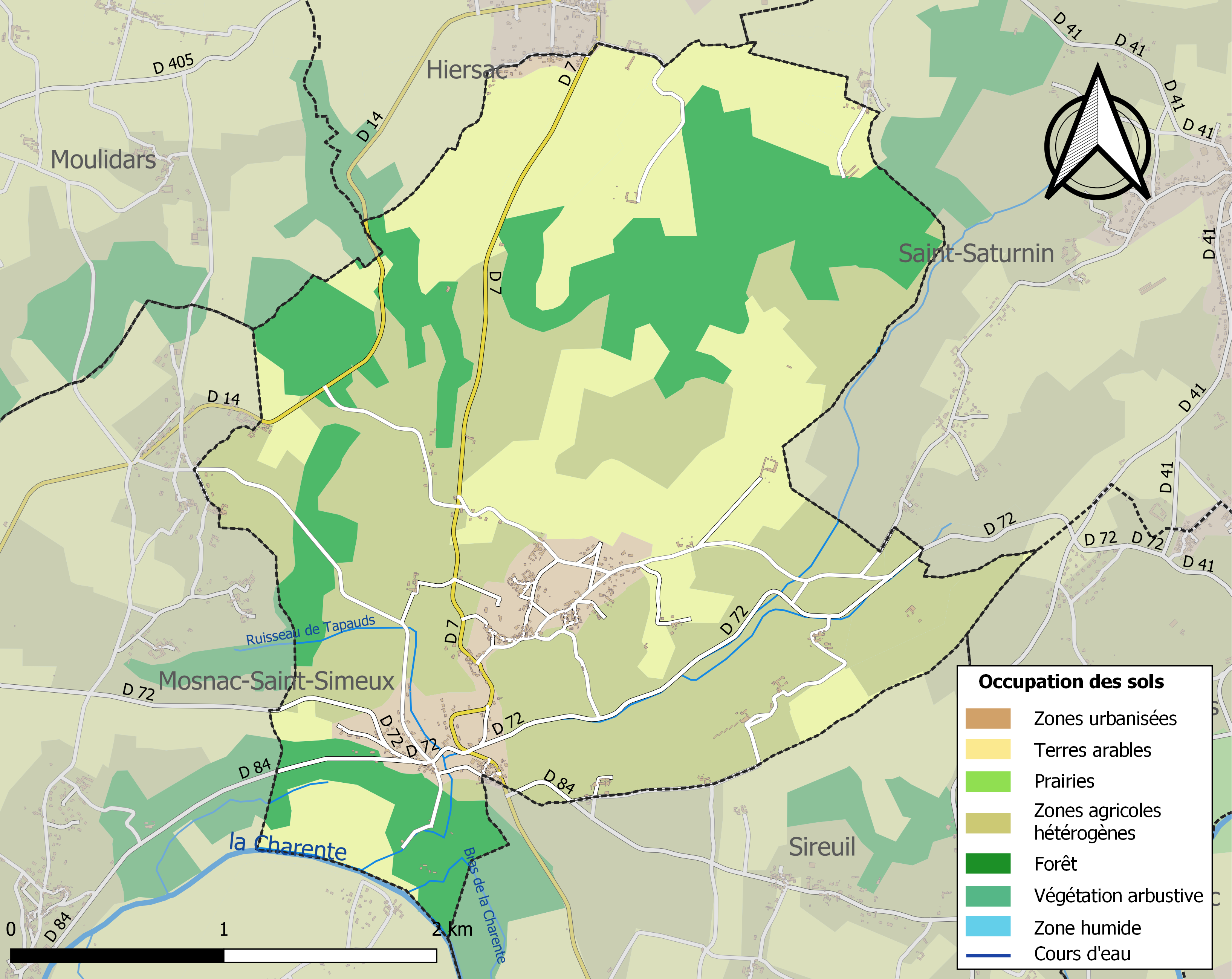
Carte des infrastructures et de l'occupation des sols de la commune en 2018 (CLC).

### Risques majeurs
Le territoire de la commune de Champmillon est vulnérable à différents aléas naturels : météorologiques (tempête, orage, neige, grand froid, canicule ou sécheresse), inondations et séisme (sismicité modérée). Il est également exposé à un risque technologique,  le transport de matières dangereuses. Un site publié par le BRGM permet d'évaluer simplement et rapidement les risques d'un bien localisé soit par son adresse soit par le numéro de sa parcelle.

#### Risques naturels
La commune fait partie du territoire à risques importants d'inondation (TRI) Saintes-Cognac-Angoulême, regroupant 46 communes concernées par un risque de débordement du fleuve Charente (34 en Charente et 12 en Charente-Maritime), un des 18 TRI qui ont été arrêtés fin 2012 sur le bassin Adour-Garonne. Les événements antérieurs à 2014 les plus significatifs sont les crues de l'hiver 1779, de 1842, de 1859, du 9 décembre 1882 du 19 février 1904, du 10 janvier 1961, de mars-avril 1962, du 24 décembre 1982 et du 8 janvier 1994. Des cartes des surfaces inondables ont été établies pour trois scénarios : fréquent (crue de temps de retour de 10 ans à 30 ans), moyen (temps de retour de 100 ans à 300 ans) et extrême (temps de retour de l'ordre de 1 000 ans, qui met en défaut tout système de protection). La commune a été reconnue en état de catastrophe naturelle au titre des dommages causés par les inondations et coulées de boue survenues en 1982, 1993, 1999, 2008 et 2021,.

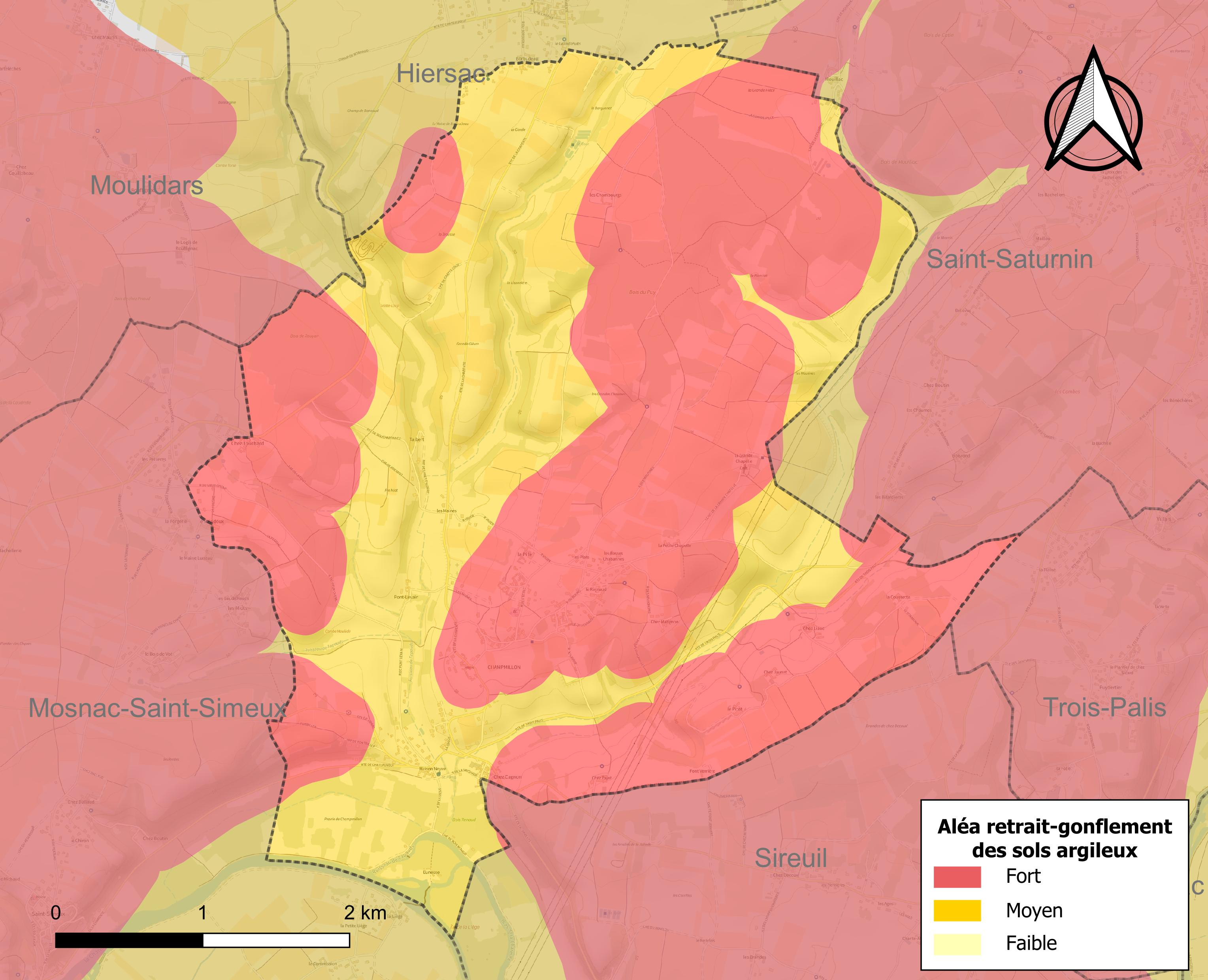
Carte des zones d'aléa retrait-gonflement des sols argileux de Champmillon.

Le retrait-gonflement des sols argileux est susceptible d'engendrer des dommages importants aux bâtiments en cas d’alternance de périodes de sécheresse et de pluie. La totalité de la commune est en aléa moyen ou fort (67,4 % au niveau départemental et 48,5 % au niveau national). Sur les 248 bâtiments dénombrés sur la commune en 2019,  248 sont en aléa moyen ou fort, soit 100 %, à comparer aux 81 % au niveau départemental et 54 % au niveau national. Une cartographie de l'exposition du territoire national au retrait gonflement des sols argileux est disponible sur le site du BRGM,.
Par ailleurs, afin de mieux appréhender le risque d’affaissement de terrain, l'inventaire national des cavités souterraines permet de localiser celles situées sur la commune.
Concernant les mouvements de terrains, la commune a été reconnue en état de catastrophe naturelle au titre des dommages causés par la sécheresse en 2003, 2005 et 2011 et par des mouvements de terrain en 1999.

#### Risques technologiques
Le risque de transport de matières dangereuses sur la commune est lié à sa traversée par une ou des infrastructures routières ou ferroviaires importantes ou la présence d'une canalisation de transport d'hydrocarbures. Un accident se produisant sur de telles infrastructures est susceptible d’avoir des effets graves sur les biens, les personnes ou l'environnement, selon la nature du matériau transporté. Des dispositions d’urbanisme peuvent être préconisées en conséquence.

## Toponymie
Les formes anciennes sont Camelon (ou Camilon) en 852, Campomilone (non daté), Campo Milonis au XIVe siècle, Campo Milonis en 1597.
L'origine du nom de Champmillon remonterait au latin campus et à un personnage franc Milon, ce qui correspondrait au « champ de Milon ». Un campus est un champ d'honneur, un terrain où deux chefs ennemis se rencontrent et engage le duel, ou plus simplement un terrain cultivé, suivi du nom du propriétaire.
Dans le registre paroissial de 1667 apparaît la phrase énigmatique « Avant le siège de Milon, la paroisse de Champmillon se serait appelée Andoury ». Andoury (écrit Andanny en 1691) apparaît en effet à quelques reprises dans les registres paroissiaux, en 1669, 1692 et 1695. Cette hypothèse de Milon, capitaine anglais, qui a alimenté la légende locale, ne peut être acceptée, le nom ancien de Champmillon étant attesté bien avant la guerre de Cent Ans. Andouri apparaît aussi dans l'histoire de la seigneurie de Moulidars.

## Histoire
Au XIXe siècle on a retrouvé des tombeaux de pierre, des caveaux taillés dans le rocher et un silo, comblés aujourd'hui par leurs propriétaires, des vestiges d'une muraille appelée par les habitants couvent des Ursulines et enfin des médailles trouvées lors de la construction de la route qui mène au bourg.
Les habitants de Champmillon devaient donner une fois par an un repas au comte d'Angoulême et à sa suite. Hugues X de Lusignan et sa femme Isabelle Taillefer, par une charte de l'an 1240, changèrent ce droit féodal en rente annuelle de 60 sous, rente qui fut cédée plus tard à l'abbaye de Saint-Cybard. La paroisse fut donnée en partie à cette abbaye par le comte Geoffroy au XIe siècle, et restera en sa possession jusqu'aux guerres de Religion.
La terre de Champmillon était divisée en plusieurs fiefs, dont les plus importants étaient Pontlevin, la Chapelle et la Pile.
Le fief de Pontlevin (aujourd'hui Pont-Levain), situé dans un vallon, a appartenu jusqu'au XVIIe siècle par les seigneurs du lieu, qui en avaient pris le nom. En 1602, Paul de Pontlevin alla habiter chez sa femme Léa de Lestang, dont la famille étaient seigneurs de Saint-André, et il laissa le domaine aux Guy de Ferrière, seigneurs de Ferrière près de Champniers, qui le gardèrent jusqu'à la Révolution. Pontlevin fut alors donné en ferme puis vendu, et une vaste maison a remplacé le logis.
Le maine de la Pile (aujourd'hui la Pille) est connu pour avoir donné naissance à l'auteur de l'Histoire de l'Angoumois, François Vigier de la Pile, en 1687. Ce domaine a en effet appartenu au XVIe siècle à son ancêtre Jacques Vigier, avocat au parlement de Paris.
La terre de la Chapelle appartenait au XIIIe siècle à Gerdrat de la Chapelle, qui en fit don à l'abbaye de Saint-Cybard. En 1583, le maine de la Chapelle fut inféodé et anobli en faveur de Jean Faligon, procureur fiscal de l'abbaye. Au début du XVIIe siècle, la Chapelle passa par mariage aux Maron, puis par vente en 1737 aux Marchais, négociants à l'Houmeau à Angoulême, en 1835 aux Labrousse. Au début du XXe siècle le logis de la Chapelle appartient à Jean Fougerat, riche Parisien, qui en a fait le centre d'un important vignoble et qui a œuvré pour la viticulture en Charente.
Les registres de l'état civil de Champmillon remontent à 1616.

## Administration

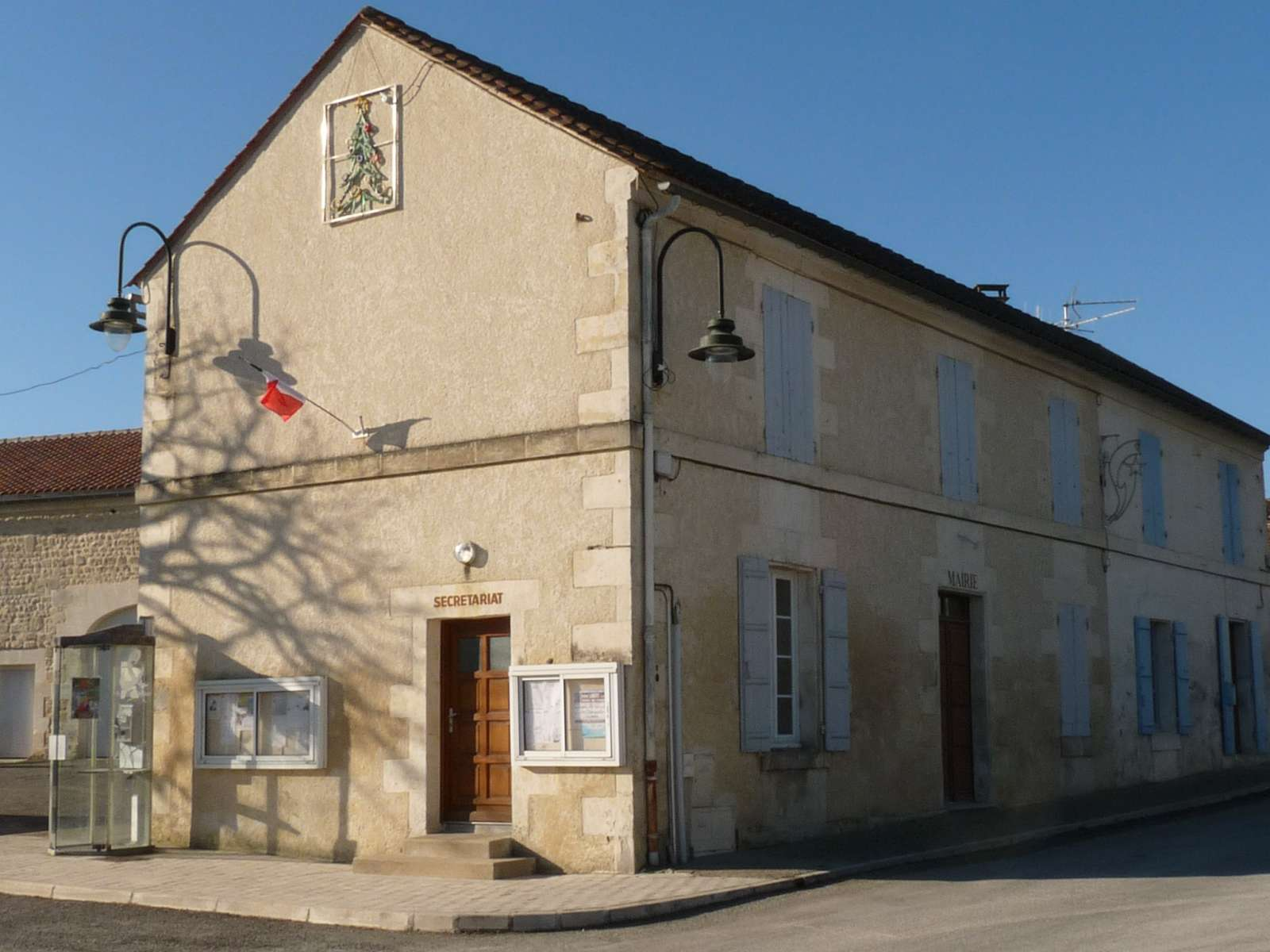
La mairie.

| Période                                  | Période  | Identité             | Étiquette        | Qualité                              |
| ---------------------------------------- | -------- | -------------------- | ---------------- | ------------------------------------ |
| Les données manquantes sont à compléter. |          |                      |                  |                                      |
| 1898                                     | 1913     | Michel Mercier       | SE               |                                      |
| 1913                                     | 1919     | Hippolyte Nalbert    | SE               |                                      |
| 1920                                     | 1923     | Fernand Tardy        | SE               |                                      |
| 1923                                     | 1937     | Marc Grazillier      | SE               |                                      |
| 1937                                     | 1947     | Anatole Robert       | SE               |                                      |
| 1947                                     | 1947     | Alphonse Benoit      | SE               |                                      |
| 1947                                     | 1959     | Roger Pignon         | SE               |                                      |
| 1959                                     | 1979     | Louis Aubinaud       | SE               |                                      |
| 1979                                     | 1991     | Claude Grazillier    | SE               |                                      |
| 1991                                     | 1994     | Daniel Renéaume      | SE               |                                      |
| 1994                                     | 1995     | Claude Grazillier    | SE               |                                      |
| 1995                                     | 2008     | Thérèse Savarit      | SE               |                                      |
| 2008                                     | 2020     | Bernard Popelard     | SE -Progressiste | Enseignant en histoire et géographie |
| 2020                                     | En cours | Jean-Claude Annonier | SE               |                                      |

## Démographie

### Évolution démographique
L'évolution du nombre d'habitants est connue à travers les recensements de la population effectués dans la commune depuis 1793. Pour les communes de moins de 10 000 habitants, une enquête de recensement portant sur toute la population est réalisée tous les cinq ans, les populations de référence des années intermédiaires étant quant à elles estimées par interpolation ou extrapolation. Pour la commune, le premier recensement exhaustif entrant dans le cadre du nouveau dispositif a été réalisé en 2007.

En 2022, la commune comptait 525 habitants, en évolution de +2,94 % par rapport à 2016 (Charente : −0,48 %, France hors Mayotte : +2,11 %).
| 1793 | 1800 | 1806 | 1821 | 1831 | 1841 | 1846 | 1851 | 1856 |
| ---- | ---- | ---- | ---- | ---- | ---- | ---- | ---- | ---- |
| 464  | 563  | 555  | 604  | 578  | 575  | 559  | 520  | 518  |

| 1861 | 1866 | 1872 | 1876 | 1881 | 1886 | 1891 | 1896 | 1901 |
| ---- | ---- | ---- | ---- | ---- | ---- | ---- | ---- | ---- |
| 542  | 518  | 474  | 456  | 473  | 430  | 403  | 373  | 395  |

| 1906 | 1911 | 1921 | 1926 | 1931 | 1936 | 1946 | 1954 | 1962 |
| ---- | ---- | ---- | ---- | ---- | ---- | ---- | ---- | ---- |
| 408  | 394  | 318  | 325  | 313  | 286  | 307  | 317  | 320  |

| 1968 | 1975 | 1982 | 1990 | 1999 | 2006 | 2007 | 2012 | 2017 |
| ---- | ---- | ---- | ---- | ---- | ---- | ---- | ---- | ---- |
| 302  | 346  | 358  | 449  | 493  | 528  | 533  | 526  | 501  |

| 2022 | - | - | - | - | - | - | - | - |
| ---- | - | - | - | - | - | - | - | - |
| 525  | - | - | - | - | - | - | - | - |

### Pyramide des âges
La population de la commune est relativement jeune.
En 2018, le taux de personnes d'un âge inférieur à 30 ans s'élève à 30,8 %, soit au-dessus de la moyenne départementale (30,2 %). À l'inverse, le taux de personnes d'âge supérieur à 60 ans est de 22,3 % la même année, alors qu'il est de 32,3 % au niveau départemental.
En 2018, la commune comptait 254 hommes pour 238 femmes, soit un taux de 51,63 % d'hommes, largement supérieur au taux départemental (48,41 %).
Les pyramides des âges de la commune et du département s'établissent comme suit.
| Hommes | Classe d’âge | Femmes |
| ------ | ------------ | ------ |
| 0,8    | 90 ou +      | 0,0    |
| 6,9    | 75-89 ans    | 6,9    |
| 15,5   | 60-74 ans    | 14,5   |
| 26,5   | 45-59 ans    | 28,7   |
| 19,8   | 30-44 ans    | 18,7   |
| 13,7   | 15-29 ans    | 14,3   |
| 16,8   | 0-14 ans     | 16,8   |

| Hommes | Classe d’âge | Femmes |
| ------ | ------------ | ------ |
| 1      | 90 ou +      | 2,7    |
| 9,2    | 75-89 ans    | 12     |
| 20,6   | 60-74 ans    | 21,3   |
| 20,7   | 45-59 ans    | 20,3   |
| 16,8   | 30-44 ans    | 16     |
| 15,6   | 15-29 ans    | 13,4   |
| 16,1   | 0-14 ans     | 14,3   |

### Remarques
Concernant l'évolution de la population, nous savons que la peste a sévi en 1636 et a fait de nombreux ravages. En 1789, il y avait 525 habitants pour 104 feux (foyers). En 1914 elle est descendue à 394 habitants (286 avant la Seconde Guerre mondiale en 1936). Au début du XXIe siècle, la population croît et dépasse dorénavant les 500 habitants.

## Économie

### Agriculture
La viticulture occupe une partie de l'activité agricole. La commune est classée dans les Fins Bois, dans la zone d'appellation d'origine contrôlée du cognac.

## Équipements, services et vie locale

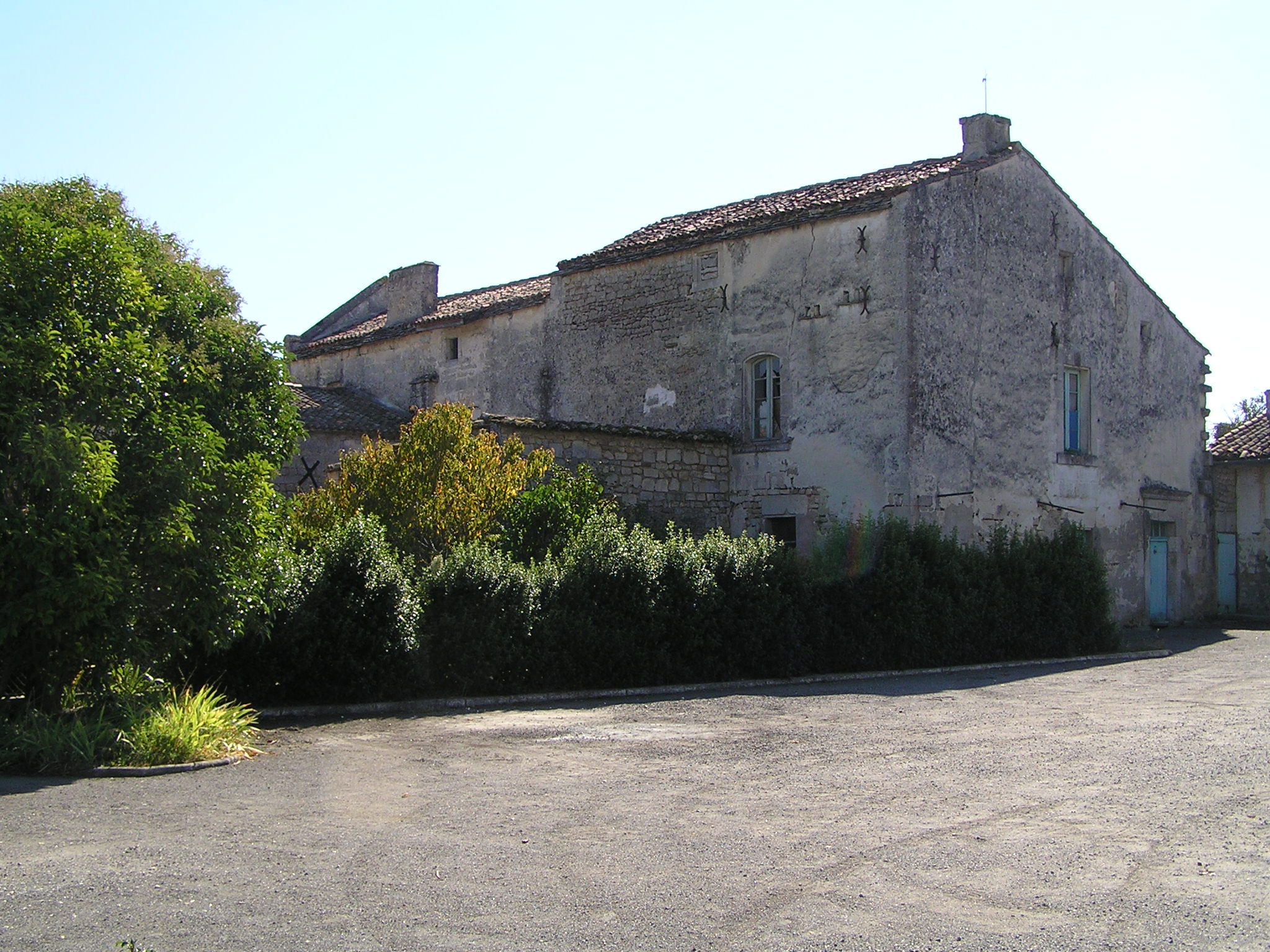
Ancienne maison au bourg.

### Enseignement
L'école est un RPI entre Champmillon et Trois-Palis. Trois-Palis accueille l'école primaire, et Champmillon l'école élémentaire, nommée les Granges.

## Lieux et monuments
- L'église paroissiale Saint-Vincent, romane, date du XIIe siècle. Elle est classée monument historique depuis 1904[45].

Église Saint-Vincent
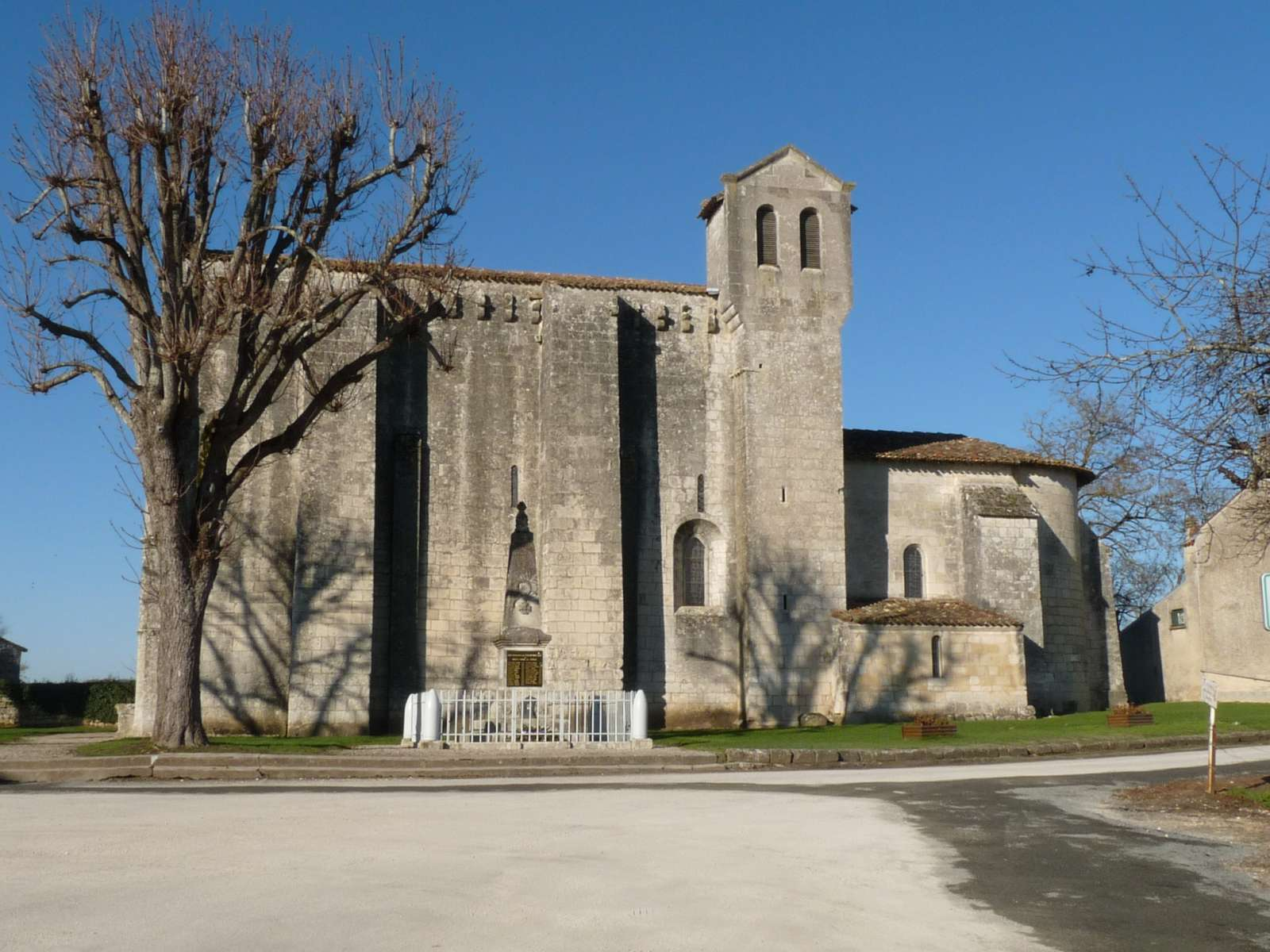
Côté sud avec le monument aux morts.
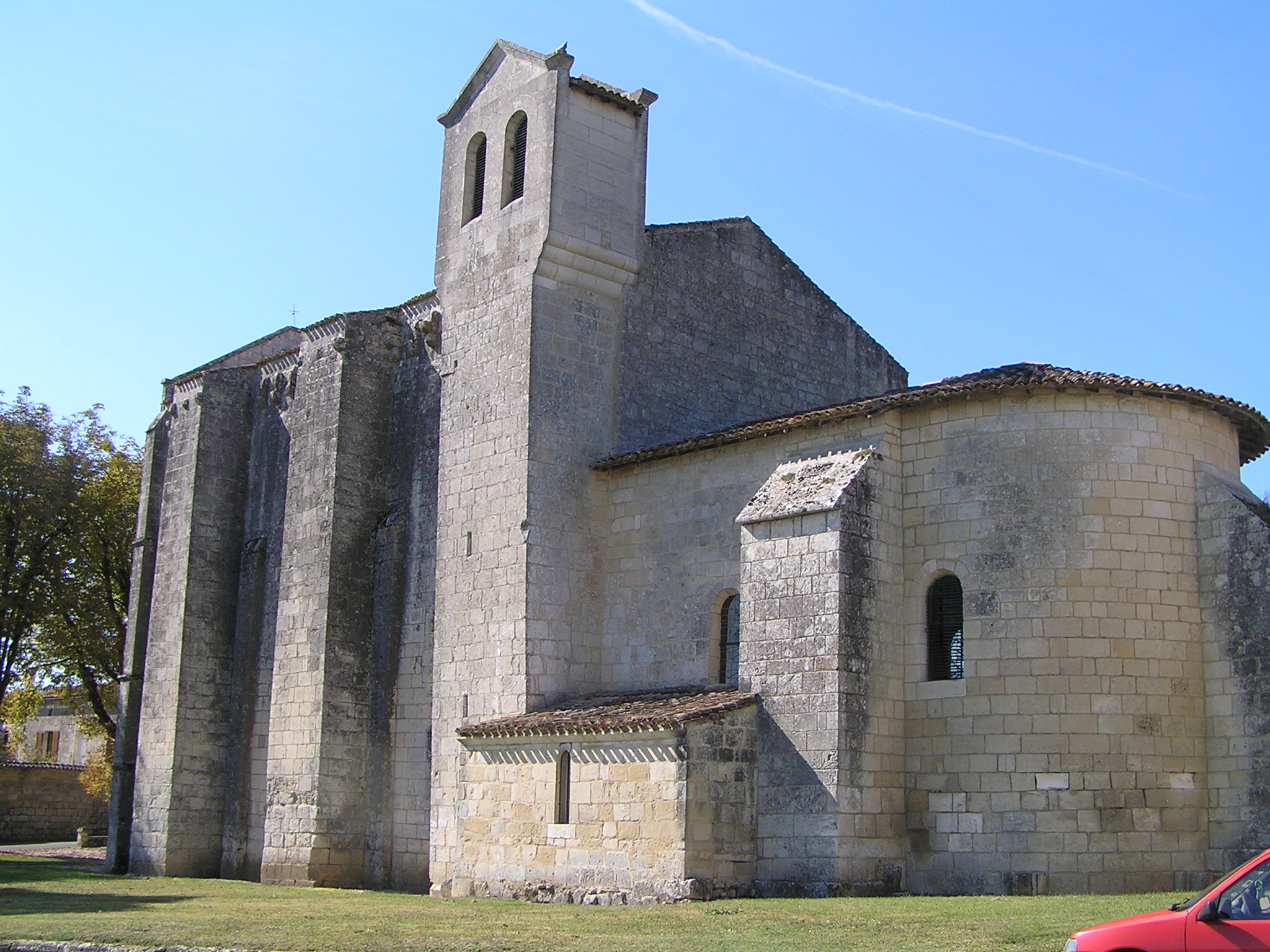
L'abside et le clocher.
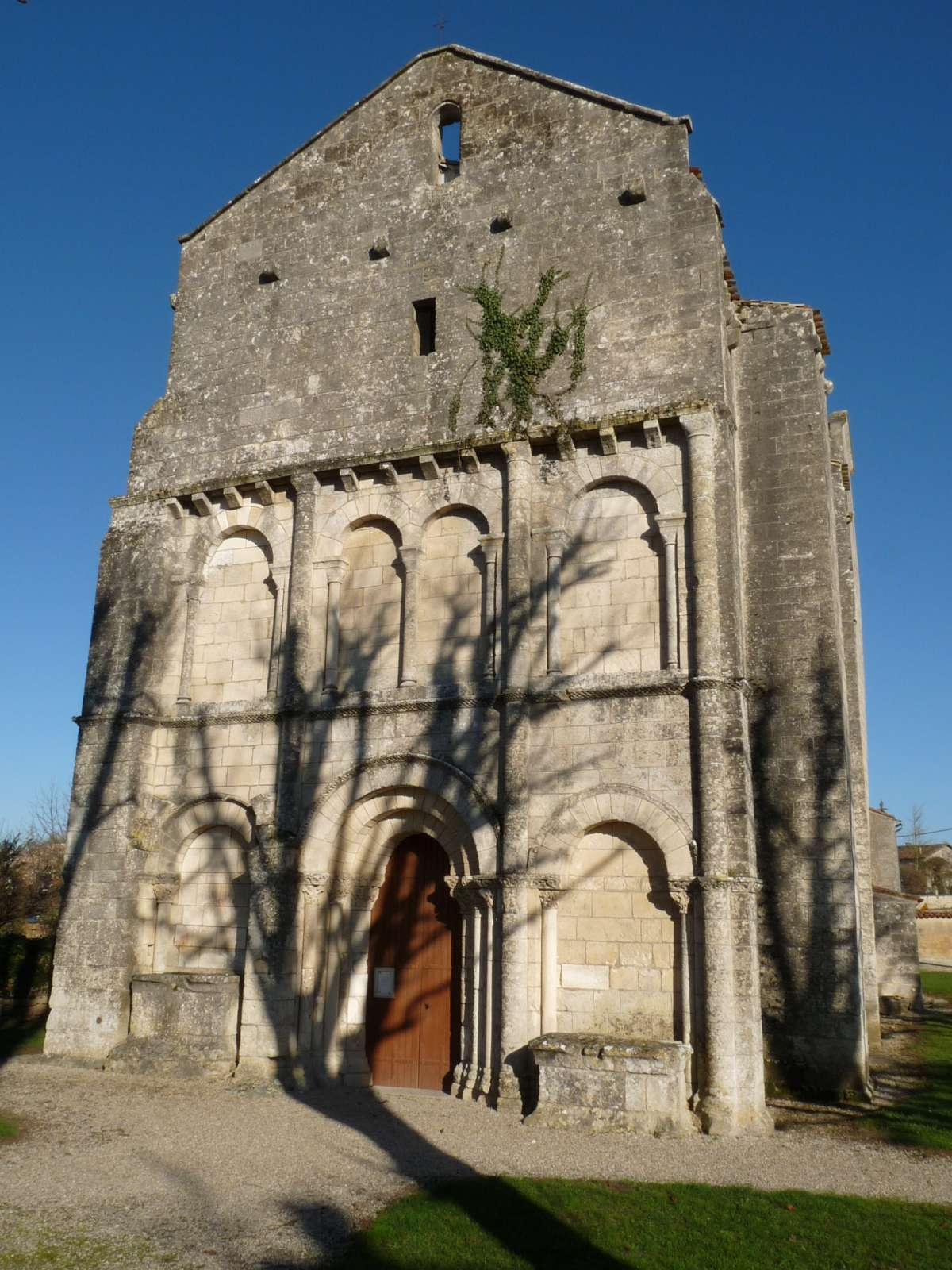
La façade.

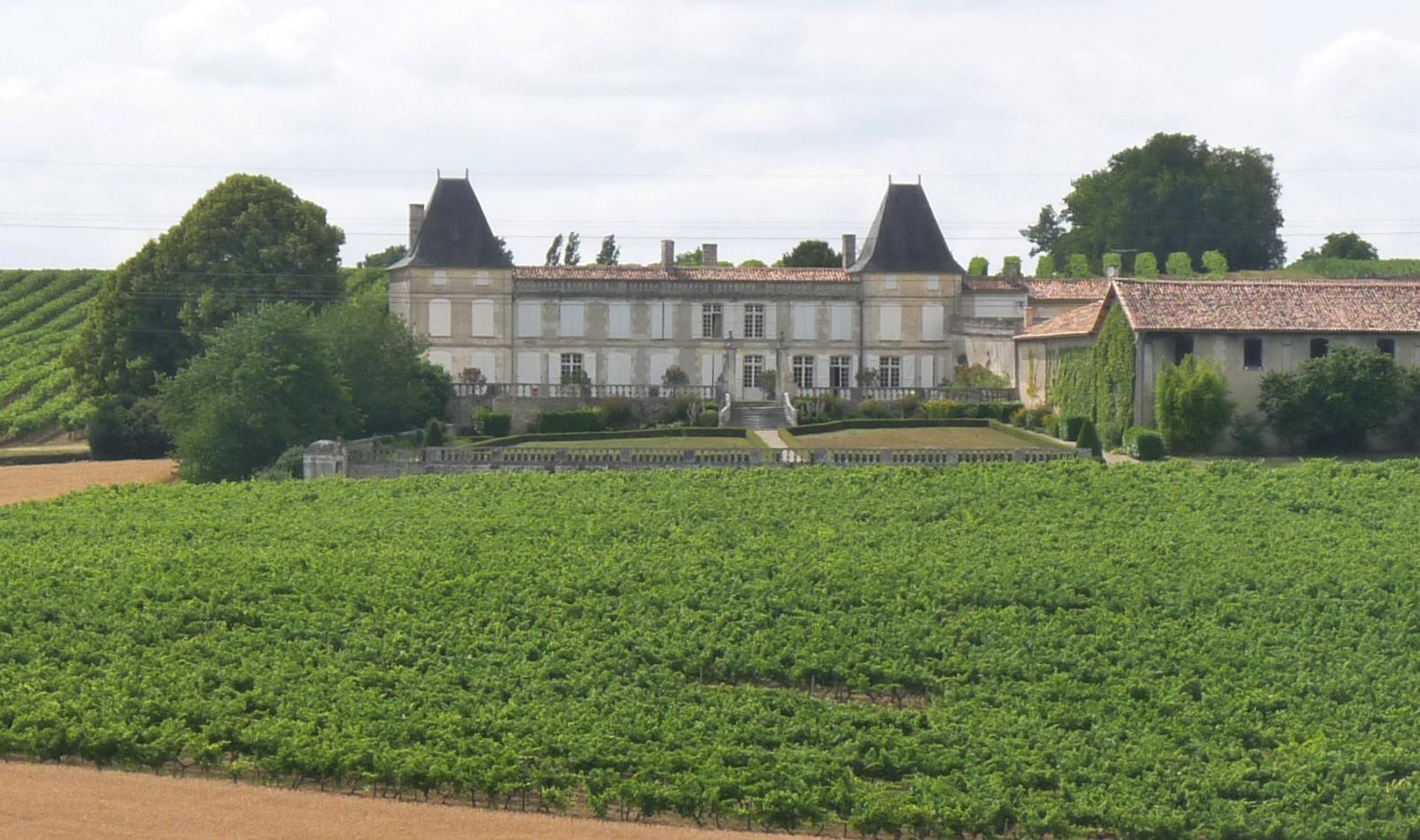
Le château de la Chapelle

- Le château de la Grande Chapelle, situé à 1 km au nord-est du bourg, est au centre d'un domaine viticole. Il est inscrit monument historique depuis 1976[46].

## Personnalités liées à la commune
- Jean Fougerat (1883-1932), pharmacien et viticulteur français, propriétaire du château de la Grande Chapelle[47].